# 1-Propanol
1-Propanol (propan-1-ol, 1-propil alkohol, n-propil alkohol, n-propanol, propanol) je primarni alkohol sa formulom . On je bezbojna tečnost. 1-Propanol je izomer izopropanola (2-propanola). On se koristi kao rastvarač u farmaceutskoj industriji, i u proizvodnji smola i celuloznih estara. On se prirodno formira u malim količinama tokom mnogih fermentacionih procesa.

## Literatura
- Lide, David R., ур. (2006). CRC Handbook of Chemistry and Physics, 87th Edition (87 изд.). TF-CRC. ISBN 978-0-8493-0487-3.
- Maryadele J. O'Neil, ур. (2006). The Merck Index: An Encyclopedia of Chemicals, Drugs, and Biologicals (14 изд.). Merck. ISBN 978-0-911910-00-1.
- Perkin, W. H.; Kipping, F. S (1922). Organic Chemistry. London: W. & R. Chambers. ISBN 978-0-08-022354-4.

## Spoljašnje veze
- 0553